# Jakob Funck
Jakob Funck, född 1715 eller 1716 i Karlskrona, död 1 maj 1788 i Stockholm, var en svensk fortifikationsofficer.
Som konduktör vid fortifikationen inträdde Funck vid 30 års åder i fransk tjänst och användes till en början som ingenjör under fälttåget i Flandern. Efter kriget slut utarbetade han tvenne arbeten, det ena om belägringen av Maastricht, det andra om alla belägringar i Nederländerna 1744–1748, vilka arbeten gjorde honom känd över hela Europa och skaffade honom gratifikationer både i Sverige och Frankrike. Han övergick därefter som fortifikationsofficer i Brittiska Ostindiska Kompaniets tjänst och erhöll inspektionen över alla dess fästningar i Indien. Här framstod hans skicklighet i sin glans, särskilt vid iståndsättandet av fästningsverken i Bombay och vid anläggningen av en ny stad på ön Durmapatam. Detta väckte guvernörens avund. Missnöjd med den behandling han rönte, återvände Funck till Storbritannien, men hade olycka att genom ett skeppsbrott på Irländska sjön förlora all sin egendom. Hans klagomål föranledde en undersökning, som ledde till att guvernören och en del av indiska konseljens ledamöter blev avsatta, varemot Funck av ostindiska kompaniet fick motta en skadeersättning av 500 guinéas. En tid därefter utnämndes han till överstelöjtnant i brittisk tjänst, och erhöll regeringens order att avgå till Havanna, där en av honom uppfunnen ny belägringsmetod avsevärt underlättade erövringen av fästningen Moro Castle. År 1763 blev Funck överstelöjtnant i svenska armén, och senare brigadier i portugisisk tjänst, generalkvartermästare-löjtnant vid svenska fortifikationen och slutligen överste. Han adopterades 1787 som avlägsen släkting på adliga ätten Funcks namn och nummer på svenska riddarhuset. Han var ledamot av Kungliga Vetenskapsakademien, Kungliga Vetenskaps-Societeten i Uppsala, samt flera andra lärda samfund.